# Щоголь Микола Тимофійович
Що́голь Мико́ла Тимофі́йович — бандурист, професор диригентури в Київській державній консерваторії. Перший який захистив кандидатську дисертацію на тематику кобзарства ще в 50-их роках.
Редактор українських перекладів статей М. Лисенка про кобзарство.

## Праці
- Щоголь, М. Т. Кобзарі Радянської України та їх творчість Автореферат кандидатської дисертації — К.:1953 — 20с.
- Щоголь, М. Т. Українська кобза-бандура // Мистецтво, 1956, № 3
- Щоголь, М. Т. Гордість українського народу // НТЕ, № 6, 1968 — C. 67-70)
- Щоголь, М. Т. О. З. Міньківський (До 80 річчя від дня народження) // НТЕ, 1980, № 6 — C. 62-66